# ジュリアン・ムーア
ジュリアン・ムーア（Julianne Moore, 本名: Julie Anne Smith, 1960年12月3日 - ）は、アメリカ合衆国の女優。ノースカロライナ州出身。身長163cm。2014年公開の『アリスのままで』でアカデミー主演女優賞を受賞、また世界三大映画祭のすべての女優賞を受賞した女優でもある。

## プロフィール
ノースカロライナ州フォートブラッグに生まれる。母親はスコットランドからの移民で精神医学ソーシャルワーカー、父親は陸軍法務官（陸軍大佐）であり、その転勤に伴い、幼少時よりアメリカおよびドイツを転々とする。在独時にフランクフルトの高校に通い、演劇部の顧問教師からの薦めもあり演劇を始める。その後入学したボストン大学でも演技を学び、1983年に卒業した。その後ニューヨークに移る。ウェイトレスをしながらオーディションを受け、1985年にソープオペラに出演するチャンスをつかむ。その後オフ・ブロードウェイやテレビで活躍。1988年に『As The World Turns』でエミー賞を受賞。
1990年に映画版『Tales from the Darkside』の1話で映画デビュー。1993年のロバート・アルトマン監督の群像劇映画『ショート・カッツ』では高い演技力を披露し、アカデミー賞受賞経験者もいる錚々たるアンサンブルキャストの中でも一際の注目を浴びる。1997年のポール・トーマス・アンダーソン監督作品『ブギーナイツ』では、ポルノ女優というリスクのある役柄を堂々と演じ、初のアカデミー賞候補となった。
2002年には、トッド・ヘインズ監督作品『エデンより彼方に』と、スティーブン・ダルドリー監督作品『めぐりあう時間たち』に出演し、前者ではヴェネツィア国際映画祭女優賞を受賞、後者ではベルリン国際映画祭女優賞を受賞し、その年のアカデミー賞では前者では主演部門、後者では助演部門にダブルノミネートされる。
その後も『トゥモロー・ワールド』や『シングルマン』、『キッズ・オールライト』といった文芸性の高い作品から、『ハンガー・ゲーム』シリーズといったハリウッド大作に至るまで幅広く出演していく。
2014年にはカンヌ国際映画祭女優賞を『マップ・トゥ・ザ・スターズ』で受賞したため、世界三大国際映画祭すべての女優賞を制覇した。同年の『アリスのままで』では、若年性アルツハイマー病に侵された女性を演じ、自身としては初となる第72回ゴールデングローブ賞の主演女優賞（ドラマ部門）および第87回アカデミー賞の主演女優賞を受賞した。

### 私生活
1986年、26歳の時に俳優・プロデューサーのジョン・グールド・ルビンと結婚したが、1993年に離婚している。ムーアはこのことを、早くに結婚しすぎたためだと語っている。1996年から9歳年下の映画監督のバート・フレインドリッチ（Bart Freundlich）との交際を始め、2003年に再婚した。2人の間には息子と娘が1人ずついる。

### 来日
2008年10月に東京国際映画祭へ出席するために初来日を果たす。同映画祭に特別出品された『ブラインドネス』で共演した木村佳乃、伊勢谷友介らとともにグリーンカーペットを歩いた。

## 主な出演作品
| 公開年 | 邦題 原題                                                                      | 役名                                      | 備考 | 吹き替え                                                                   |
| ------ | ------------------------------------------------------------------------------ | ----------------------------------------- | --- | -------------------------------------------------------------------------- |
| 1990   | フロム・ザ・ダークサイド/3つの闇の物語 Tales from the Darkside: The Movie      | スーザン                                  | 第1話「運命249」 | （吹き替え版なし）                                                         |
| 1992   | ゆりかごを揺らす手 The Hand That Rocks The Cradle                              | マーレーン                                | | 小宮和枝（ソフト版） 野沢由香里（テレビ朝日版）                            |
| 1993   | ボディ Body of Evidence                                                        | シャロン                                  | | 一柳みる（VHS版） 幸田直子（テレビ朝日版）                                 |
| 1993   | 妹の恋人 Benny & Joon                                                          | ルーシー                                  | | （吹き替え版なし）                                                         |
| 1993   | 逃亡者 The Fugitive                                                            | アンネ・イーストマン医師                  | | 佐々木優子（ソフト版） 高島雅羅（テレビ朝日版）                            |
| 1993   | ショート・カッツ Short Cuts                                                    | マリアン                                  | | （吹き替え版なし）                                                         |
| 1994   | 42丁目のワーニャ Vanya on 42nd Street                                          | イェレーナ                                | ボストン映画批評家協会賞主演女優賞受賞 |                                                                            |
| 1995   | ケミカル・シンドローム Safe                                                    | キャロル・ホワイト                        | | 引田有美                                                                   |
| 1995   | 9か月 Nine Months                                                              | レベッカ・テイラー                        | | 戸田恵子                                                                   |
| 1995   | 暗殺者 Assassins                                                               | エレクトラ                                | | 土井美加（ソフト版） 勝生真沙子（フジテレビ版） 佐々木優子（テレビ朝日版） |
| 1996   | サバイビング・ピカソ Surviving Picasso                                         | ドラ・マール                              | | （吹き替え版なし）                                                         |
| 1997   | ロスト・ワールド/ジュラシック・パーク The Lost World: Jurassic Park            | サラ・ハーディング博士                    | | 勝生真沙子                                                                 |
| 1997   | 家族という名の他人 The Myth of Fingerprints                                    | ミア                                      | |                                                                            |
| 1997   | ブギーナイツ Boogie Nights                                                     | アンバー・ウェーブス                      | アカデミー助演女優賞ノミネート ゴールデングローブ賞 助演女優賞ノミネート 全米映画俳優組合賞助演女優賞ノミネート ロサンゼルス映画批評家協会賞助演女優賞受賞 全米映画批評家協会賞助演女優賞受賞 フロリダ映画批評家協会賞助演女優賞受賞 サテライト賞助演女優賞受賞 オンライン映画＆テレビジョン協会賞助演女優賞受賞 | 山像かおり                                                                 |
| 1998   | ビッグ・リボウスキ The Big Lebowski                                            | モード・リボウスキ                        | | 土井美加（旧ソフト版） 唐沢潤（新ソフト版）                                |
| 1998   | サイコ Psycho                                                                  | ライラ                                    | | 勝生真沙子                                                                 |
| 1999   | クッキー・フォーチュン Cookie's Fortune                                        | コーラ・デュヴァル                        | ダラス・フォートワース映画批評家協会賞助演女優賞受賞 | 唐沢潤                                                                     |
| 1999   | 理想の結婚 An Ideal Husband                                                    | ローラ・チーヴリー夫人                    | ゴールデングローブ賞 主演女優賞 (ミュージカル・コメディ部門)ノミネート | 小山茉美                                                                   |
| 1999   | マップ・オブ・ザ・ワールド A Map of the World                                  | テレサ・コリンズ                          | |                                                                            |
| 1999   | ことの終わり The End of the Affair                                             | サラ・マイルズ                            | アカデミー主演女優賞ノミネート 英国アカデミー賞 主演女優賞ノミネート ゴールデングローブ賞 主演女優賞 (ドラマ部門)ノミネート 全米映画俳優組合賞主演女優賞ノミネート | 日野由利加                                                                 |
| 1999   | マグノリア Magnolia                                                            | リンダ・パートリッジ                      | 全米映画俳優組合賞助演女優賞ノミネート ナショナル・ボード・オブ・レビュー賞 助演女優賞受賞 オンライン映画＆テレビジョン協会賞助演女優賞受賞 | 高島雅羅                                                                   |
| 2001   | ハンニバル Hannibal                                                            | クラリス・スターリング                    | | 勝生真沙子（ソフト版） 塩田朋子（テレビ朝日版） 岡寛恵（VOD版）            |
| 2001   | エボリューション Evolution                                                     | アリソン・リード                          | | 唐沢潤（ソフト版） 坪井木の実（日本テレビ版）                              |
| 2001   | シッピング・ニュース The Shipping News                                         | ウェイヴィ                                | | 勝生真沙子                                                                 |
| 2002   | エデンより彼方に Far from Heaven                                               | キャシー・ウィテカー                      | ヴェネツィア国際映画祭 女優賞受賞 アカデミー主演女優賞ノミネート ゴールデングローブ賞 主演女優賞 (ドラマ部門)ノミネート 全米映画俳優組合賞主演女優賞ノミネート クリティクス・チョイス・アワード主演女優賞受賞 ロサンゼルス映画批評家協会賞 主演女優賞受賞 インディペンデント・スピリット賞主演女優賞受賞 ナショナル・ボード・オブ・レビュー賞 女優賞受賞 カンザスシティ映画批評家協会賞主演女優賞受賞 シカゴ映画批評家協会賞主演女優賞受賞 ワシントンD.C.映画批評家協会賞主演女優賞受賞 ニューヨーク映画批評家オンライン賞主演女優賞受賞 ダラス・フォートワース映画批評家協会賞主演女優賞受賞 フロリダ映画批評家協会賞主演女優賞受賞 オンライン映画批評家協会賞主演女優賞受賞 フェニックス映画批評家協会賞主演女優賞受賞 サンディエゴ映画批評家協会賞主演女優賞受賞 サウスイースタン映画批評家協会賞主演女優賞受賞 ユタ映画批評家協会賞主演女優賞受賞 ロンドン映画批評家協会賞主演女優賞受賞 トロント映画批評家協会賞主演女優賞受賞 バンクーバー映画批評家協会賞主演女優賞受賞 シアトル映画批評家協会賞主演女優賞受賞 クロトゥルーディス賞主演女優賞受賞 オンライン映画＆テレビジョン協会賞主演女優賞受賞 | 深見梨加                                                                   |
| 2002   | めぐりあう時間たち The Hours                                                   | ローラ・ブラウン                          | ベルリン国際映画祭（銀熊賞(女優賞)）受賞 アカデミー助演女優賞ノミネート 英国アカデミー賞 助演女優賞ノミネート 全米映画俳優組合賞助演女優賞ノミネート ロサンゼルス映画批評家協会賞 主演女優賞受賞 | 田中敦子                                                                   |
| 2004   | フォーガットン The Forgotten                                                   | テリー・パレッタ                          | | 日野由利加                                                                 |
| 2006   | フリーダムランド Freedomland                                                   | ブレンダ・マーティン                      | | 日野由利加                                                                 |
| 2006   | NOセックス、NOライフ! Trust the Man                                            | レベッカ                                  | |                                                                            |
| 2006   | トゥモロー・ワールド Children of Men                                           | ジュリアン                                | | 深見梨加                                                                   |
| 2007   | NEXT -ネクスト- Next                                                           | カリー・フェリス                          | | 沢海陽子                                                                   |
| 2007   | アイム・ノット・ゼア I'm Not There                                             | アリス・フェビアン                        | | （吹き替え版なし）                                                         |
| 2008   | 美しすぎる母 Savage Grace                                                      | バーバラ・ベークランド                    | | 日野由利加                                                                 |
| 2008   | イーグル・アイ Eagle Eye                                                       | アリアの声                                | クレジットなし | 田中敦子                                                                   |
| 2008   | ブラインドネス Blindness                                                       | 眼科医の妻                                | | 日野由利加                                                                 |
| 2009   | 50歳の恋愛白書 The Private Lives of Pippa Lee                                  | カット                                    | | 唐沢潤                                                                     |
| 2009   | シングルマン A Single Man                                                      | シャーロット                              | ゴールデングローブ賞 助演女優賞ノミネート 放送映画批評家協会賞助演女優賞ノミネート | 日野由利加                                                                 |
| 2009   | CHLOE/クロエ Chloe                                                             | キャサリン・スチュアート                  | | 深見梨加                                                                   |
| 2009   | 30 ROCK/サーティー・ロック 30 Rock                                             | ナンシー・ドノヴァン                      | テレビシリーズ、5エピソードに出演 |                                                                            |
| 2010   | シェルター Shelter                                                             | カーラ                                    | | 勝生真沙子                                                                 |
| 2010   | キッズ・オールライト The Kids Are All Right                                    | ジュールス                                | 英国アカデミー賞主演女優賞ノミネート ゴールデングローブ賞 主演女優賞 (ミュージカル・コメディ部門)ノミネート | （吹き替え版なし）                                                         |
| 2011   | ラブ・アゲイン Crazy, Stupid, Love.                                            | エミリー・ウィーバー                      | | 安藤麻吹                                                                   |
| 2012   | ゲーム・チェンジ 大統領選を駆け抜けた女 Game Change                            | サラ・ペイリン                            | テレビ映画 エミー賞主演女優賞 (ミニシリーズ・テレビ映画部門)受賞 ゴールデングローブ賞女優賞(ミニシリーズ・テレビ映画部門）受賞 全米映画俳優組合賞女優賞 (テレビ映画・ミニシリーズ)部門受賞 サテライト賞主演女優賞(ミニシリーズ・テレビ映画部門) オンライン映画＆テレビジョン協会賞主演女優賞(テレビ映画・ミニシリーズ部門)受賞 | 唐沢潤                                                                     |
| 2012   | ロバート・デ・ニーロ エグザイル Being Flynn                                    | ジョディ・フリン                          | | 山口協佳                                                                   |
| 2012   | メイジーの瞳 What Maisie Knew                                                  | スザンナ                                  | |                                                                            |
| 2013   | ドン・ジョン Don Jon                                                           | エスター                                  | | 日野由利加                                                                 |
| 2013   | キャリー Carrie                                                                | マーガレット・ホワイト                    | | 潘恵子                                                                     |
| 2013   | 45歳からの恋の幕アケ!! The English Teacher                                     | リンダ・シンクレア                        | | （吹き替え版なし）                                                         |
| 2014   | フライト・ゲーム Non-Stop                                                      | ジェン・サマーズ                          | | 日野由利加                                                                 |
| 2014   | マップ・トゥ・ザ・スターズ Maps to the Stars                                   | ハヴァナ・シーグランド                    | カンヌ国際映画祭女優賞受賞 ゴールデングローブ賞 主演女優賞 (ミュージカル・コメディ部門)ノミネート 国際シネフィル協会賞助演女優賞受賞 | 山像かおり                                                                 |
| 2014   | アリスのままで Still Alice                                                     | アリス・ハウランド                        | アカデミー主演女優賞受賞 英国アカデミー賞 主演女優賞受賞 ゴールデングローブ賞 主演女優賞 (ドラマ部門)受賞 全米映画俳優組合賞主演女優賞受賞 クリティクス・チョイス・アワード主演女優賞受賞 インディペンデント・スピリット賞主演女優賞受賞 ナショナル・ボード・オブ・レビュー賞 女優賞受賞 ワシントンD.C.映画批評家協会賞主演女優賞受賞 サンフランシスコ映画批評家協会賞 主演女優賞受賞 シカゴ映画批評家協会賞主演女優賞受賞 サウスイースタン映画批評家協会賞主演女優賞受賞 ヒューストン映画批評家協会賞主演女優賞受賞 ロンドン映画批評家協会賞主演女優賞受賞 サテライト賞主演女優賞受賞 ゴッサム・インディペンデント映画賞女優賞受賞 女性映画批評家協会賞主演女優賞・勇気ある演技賞受賞 EDA賞主演女優賞受賞 オンライン映画＆テレビジョン協会賞主演女優賞受賞 ドリアン賞主演女優賞受賞 パームスプリングス国際映画祭デザート・パーム貢献賞女優賞受賞 ハリウッド・フィルム・アワード 女優賞 オーストラリア・アカデミー賞<インターナショナル部門>主演女優賞受賞 米タイム誌が選ぶ「2014年俳優による演技トップ10」第2位                                                                                          | 高島雅羅                                                                   |
| 2014   | ハンガー・ゲーム FINAL: レジスタンス The Hunger Games: Mockingjay - Part 1     | アルマ・コイン首相                        | | 日野由利加                                                                 |
| 2014   | セブンス・サン 魔使いの弟子 The Seventh Son                                    | マザー・マルキン                          | ゴールデンラズベリー賞最低助演女優賞ノミネート | 深見梨加                                                                   |
| 2015   | マギーズ・プラン 幸せのあとしまつ MAGGIE'S PLAN                                | ジョーゼット                              | 日本公開は2017年1月 | （吹き替え版なし）                                                         |
| 2015   | ハンズ・オブ・ラヴ 手のひらの勇気 Freeheld                                     | ローレル                                  | 日本公開は2016年11月 | （吹き替え版なし）                                                         |
| 2015   | ハンガー・ゲーム FINAL: レボリューション The Hunger Games: Mockingjay - Part 2 | アルマ・コイン首相                        | | 日野由利加                                                                 |
| 2017   | キングスマン:ゴールデン・サークル Kingsman: The Golden Circle                  | ポピー                                    | | 田中敦子                                                                   |
| 2017   | ワンダーストラック Wonderstruck                                                | リリアン・メイヒュー / 老境に入ったローズ | | （吹き替え版なし）                                                         |
| 2017   | サバービコン 仮面を被った街 Suburbicon                                         | ローズ / マーガレット                     | | 日野由利加                                                                 |
| 2018   | ベル・カント とらわれのアリア Bel Canto                                        | ロクサーヌ・コス                          | | （吹き替え版なし）                                                         |
| 2018   | グロリア 永遠の青春 Gloria Bell                                                | グロリア・ベル                            | 兼製作総指揮 | （吹き替え版なし）                                                         |
| 2019   | 秘密への招待状 After the Wedding                                               | テレサ・ヤング                            | 兼製作 | （吹き替え版なし）                                                         |
| 2020   | グロリアス 世界を動かした女たち The Glorias                                    | グロリア・スタイネム                      | | （吹き替え版なし）                                                         |
| 2021   | ウーマン・イン・ザ・ウィンドウ The Woman in the Window                         | ケイティ / ジェーン・ラッセル             | | 深見梨加                                                                   |
| 2021   | スピリット 未知への冒険 Spirit Untamed                                         | コーラ・プレスコット                      | 声の出演 | 本間佐智子                                                                 |
| 2021   | ディア・エヴァン・ハンセン Dear Evan Hansen                                    | ハイディ・ハンセン                        | | 山像かおり                                                                 |
| 2022   | 僕らの世界が交わるまで When You Finish Saving the World                        |                                           | | （吹き替え版なし）                                                         |
| 2023   | Sharper 騙す人 Sharper                                                         |                                           | ポストプロダクション | 山像かおり                                                                 |
| 2024   | メイ・ディセンバー ゆれる真実 May December                                     | グレイシー                                | |                                                                            |
| 2024   | ザ・ルーム・ネクスト・ドア The Room Next Door                                  | イングリッド・パーカー                    | |                                                                            |